# Novo São Joaquim
Novo São Joaquim – miasto i gmina w Brazylii, w stanie Mato Grosso.